# 金成勳
金成勳（韓語：김성훈，1971年2月20日—），大韓民國的編劇、電影及電視導演。2006年通過執導《失愛的抓狂》作為導演出道，2015年憑藉《黑仔刑警》獲得第51屆百想藝術大獎電影部門導演獎。此外，還執導了電影《活埋35夜》《屍落之城》和Netflix原創韓劇《屍戰朝鮮》等作品。

## 作品

### 電影
| 年份 | 電影名稱     | 導演 | 編劇 | 備註             |
| ---- | ------------ | ---- | ---- | ---------------- |
| 2003 | Oh! Happyday | 否   | 否   | 副導演           |
| 2004 | 那小子真帥   | 否   | 否   | 副導演、劇本潤色 |
| 2006 | 失愛的抓狂   | 是   | 否   | 劇本潤色         |
| 2014 | 黑仔刑警     | 是   | 是   |                  |
| 2016 | 失控隧道     | 是   | 是   |                  |
| 2023 | 贖命救援     | 是   | 否   | 後期製作         |

### 電視劇
| 年份 | 電視劇名稱          | 導演 | 編劇 | 備註                  |
| ---- | ------------------- | ---- | ---- | --------------------- |
| 2019 | 屍戰朝鮮            | 是   | 否   | Netflix原創韓劇       |
| 2020 | 屍戰朝鮮第二季(EP1) | 是   | 否   | Netflix原創韓劇第二季 |
| 2021 | 屍戰朝鮮：雅信傳    | 是   | 否   | 屍戰朝鮮前傳，單集    |

## 獎項
- 2014年：第51屆大鐘獎 導演獎 《黑仔刑警》
- 2014年：第15屆釜山電影評論家協會獎 劇本獎 《黑仔刑警》
- 2014年：第35屆青龍電影獎 劇本獎 《黑仔刑警》
- 2014年：第1屆韓國電影製作人協會獎 導演獎 《黑仔刑警》
- 2014年：第1屆韓國電影製作人協會獎 作品獎 《黑仔刑警》
- 2015年：第6屆今年的電影獎 導演獎 《黑仔刑警》
- 2015年：第20屆春史電影獎 導演獎 《黑仔刑警》
- 2015年：第51屆百想藝術大賞 電影部門導演獎 《黑仔刑警》
- 2016年：第36屆韓國電影評論家協會獎 10代電影獎《隧道》

## 外部鏈接
- NAVER上《金成勳》的資料
- 金成勳在韩国电影数据库（KMDb）上的資料（韓語）